# Кудіївський заказник
Кудіївський — ботанічний заказник місцевого значення. Об'єкт розташований на території Дергачівської міської громади Харківського району Харківської області, село Кудіївка.
Площа — 16,4 га, статус отриманий у 2008 році (Рішення Харківської обласної ради від 17.04.2008 № 699-V).
Охороняється невелика балка зі степовою, водно-болотною та чагарниковою рослинністю, що впадає у річку Татарка.